# Reginald the Vampire
Reginald the Vampire est une série télévisée américaine en 20 épisodes de 43 minutes développée par Harley Peyton, diffusée du 5 octobre 2022 au 10 juillet 2024 sur Syfy.
La série est une adaptation des romans de Johnny B. Truant, Fat Vampire,.

## Synopsis
Lorsque Reginald Baskin se transforme en vampire, il s'aperçoit rapidement qu'il n'est pas comme tous les autres. Entre un manager particulièrement autoritaire, son amour impossible pour sa collègue Sarah et la menace de mort qui plane sur sa tête ; Reginald aura bien besoin de ses pouvoirs particuliers pour survivre.

## Distribution

### Acteurs principaux
- Jacob Batalon (VF : Pascal Nowak) : Reginald Baskin
- Mandela Van Peebles : Maurice Miller
- Em Haine : Sarah Kinney

### Acteurs récurrents
- Aren Buchholz : Todd
- Savannah Basley (VF : Amandine Vincent): Angela
- Marguerite Hanna : Ashley
- Georgia Waters : Penelope
- Sean Yves Lessard : Lebron
- Christin Park : Nikki
- Thailey Roberge : Claire
- Ryan Jinn : Mike
- Danny Wattley : Abraham
- Julian Richings : Logan (saison 1)
- Max Montesi : Uriel (saison 2)
- Garfield Wilson : Balestro (saison 2)
- Jed Rees : Altus (saison 2)
- Françoise Robertson : Ann Dufresne (saison 2)

 Source et légende : version française (VF) sur RS Doublage

## Production

### Développement
Le 5 août 2021, Syfy annonce la commande d'une adaptation de la série de livres Fat Vampire de Johnny B. Truant en dix épisodes. Harley Peyton est directrice, scénariste et productrice de la série. Jeremiah S. Chechikest réalisateur et producteur exécutif de la série aux côtés de Todd Berger, Lindsay Macadm et Julie DiCresce. Jacob Batalon est également co-producteur délégué.
En août 2022, Syfy fixe la date de début de diffusion de la série au 5 octobre 2022. En janvier 2023, Syfy annonce le renouvellement de la série pour une deuxième saison dont la date de diffusion est, plus tard, fixée au 8 mai 2024.
Le 15 juillet 2024, Syfy annule la série.

### Attribution des rôles
Le 5 août 2021, Jacob Batalon est annoncé comme acteur principal dans le rôle de Reginald Baskin. Le 11 janvier 2022, les acteurs Mandela Van Peebles et Em Haine sont ajoutés à la distribution principale dans les rôles respectifs de Maurice Miller et Sarah Kinney.
Pour la distribution récurrente, Aren Buchholz, Savannah Basley, Marguerite Hanna et Georgia Waters sont annoncés le 11 janvier 2022. En février 2022, Sean Yves Lessard rejoint la distribution récurrente.
Pour la saison 2, Garfield Wilson est présenté comme l'un des nouveaux antagonistes avec le rôle de Balestro.

### Tournage
Le tournage de la première saison s'étend du 17 novembre 2021 au 18 mars 2022 ; celui de la deuxième saison à lieu entre le 3 avrilet le 5 juillet 2023. Tout deux prennent place au Canada, à Victoria en Colombie-Britannique,.

### Fiche technique
- Titre original : Reginald the Vampire
- Développement : Harley Peyton, d'après Fat Vampire de Johnny B. Truant
- Photographie : Kamal Derkaoui et Mark Berlet
- Direction artistique : Rick Whitfield
- Décors : Tink
- Costumes : Ken Shapkin et Christine Thomson
- Casting : J.J. Ogilvy et Sean Cossey
- Montage : Christopher A. Smith, Lisa Binkley et Stein Myhrstad
- Musique : Adam Lastiwka et Matthew Rogers
- Producteur délégués : Priscilla M. White, Brent Crowell, Jacob Batalon, David Way
- Sociétés de production : Cineflix, December Films, Great Pacific Media et Modern Story
- Sociétés de distribution : Syfy, NBCUniversal International Networks
- Pays d'origine :  États-Unis
- Langue originale : Anglais
- Format : Couleur - 16:9 (HDTV) - Son : stéréo
- Genre : Drame et fantastique
- Durée : 43 minutes
- Public :
  -  États-Unis :  interdit aux moins de 14 ans
  -  France : Déconseillé aux moins de  ans

 Sauf indication contraire, les informations mentionnées dans cette section peuvent être confirmées par la base de données cinématographiques IMDb,  présente dans la section « Liens externes ».

## Épisodes

### Première saison (2022)
1. Dead Weight
2. The Hunger
3. Hypnos
4. All The Time in the World
5. Fools in Love
6. Halfway to a Threeway
7. The Last Day of Our Acquaintance
8. The Odyssey
9. No One Dies for Failing the SATs
10. Reginald Andres Beyond Thunderdome

### Deuxième saison (2024)
1. The Pompatus of Love
2. 30 jours (30 Days)
3. La Vérité sur la vérité (The Truth About the Truth)
4. Coup d'éclat (Watch the Sunrise)
5. Compagnons de lit mort-vivants (Undead Bedfellows)
6. Sang, transpiration et paillettes (Blood, Sweat, and Glitter)
7. Eternité en phase terminal (Terminal Eternity)
8. C'est nous les héros (Au moins pour aujourd'hui) (We Can Be Heroes (Just for One Day))
9. Le Dernier compte à rebours (The Final Countdown)
10. Et si c'était vrai... (Just Like Heaven)

## Accueil

### Critiques
Sur l'agrégateur Rotten Tomatoes, la série recueille 70 % de critiques positives basée sur 10 critiques. Le consensus critique établi : « Reginald ne se démarque pas particulièrement dans le genre déjà encombré des vampires, mais Jacob Batalon investit son malheureux protagoniste avec suffisamment de charme pour que cette série vaille la peine d'être mordue. ». Metacritic, qui utilise une moyenne pondérée, lui attribue une note de 63 sur 100, basée sur 7 critiques, indiquant des avis « généralement positifs ». Sur l'Internet Movie Database, la série obtient une note de 5,9/10 pour 2200 critiques.

### Audiences
La meilleure audience de la série a été réalisée par le premier épisode, avec 294 000 de téléspectateurs. La pire audience a été réalisée par l'épisode trois de la deuxième saison, avec seulement 95 000 téléspectateurs.
| Saisons  | Diffusion      | Nombre d'épisodes | Lancement      | Lancement       | Final           | Final           | Téléspectateurs (en moyenne) |
| Saisons  | Diffusion      | Nombre d'épisodes | Date           | Téléspectateurs | Date            | Téléspectateurs | Téléspectateurs (en moyenne) |
| -------- | -------------- | ----------------- | -------------- | --------------- | --------------- | --------------- | ---------------------------- |
| Saison 1 | Mercredi, 22 h | 10                | 5 octobre 2022 | 294 000         | 7 décembre 2022 | 241 000         | 186 000                      |
| Saison 2 | Mercredi, 22 h | 10                | 8 mai 2024     | 163 000         | 10 juillet 2024 | 156 000         | 125 000                      |